# Сизебут
Сизебут (на латински: Sisebutus; † февруари 621) е крал на вестготите от февруари/март 612 до февруари 621 г.
Той идва на трона след Гундемар. През 619/620 г. издига малолетния си син Рекаред II за сърегент. Вероятно има дъщеря Теодора (* 590), която се омъжва за Свинтила.
Има военни успехи. На север подчинява астурите, на юг превзема византийския град Малага. Император Ираклий сключва с него през 617 г. мирен договор. Сизебут създава първата вестготска морска флота.
Той забранява на евреите да имат християнски роби, съпруги и конкубини. Задължава ги да се кръщават.
Сизебут кара Исидор Севилски да напише енциклопедията De natura rerum. Самият той е също писател и поет на латински.
Сизебут построява до двореца в Толедо базилика на Света Леокадия по образец на Св. София в Константинопол, където след това се провеждат четири църковни събора.
Умира през февруари 621 г. в Толедо. Наследява го синът му Рекаред II.
- Златен триенс на Сизебут (Sisebutus rex)
- Сизебут, Толедо